# Frensham
Frensham is een civil parish in het bestuurlijke gebied Waverley, in het Engelse graafschap Surrey met 1689 inwoners.